# سفارة كوريا الجنوبية في الفلبين
سفارة كوريا الجنوبية في الفلبين هي أرفع تمثيل دبلوماسي لدولة كوريا الجنوبية لدى الفلبين. تقع السفارة في مانيلا وهي تهدف لتعزيز المصالح الكورية جنوبية في الفلبين.

## وصلات خارجية
- قائمة سفارات كوريا الجنوبية
- قائمة السفارات في الفلبين